# D-Orbit
D-Orbit is een Italiaans ruimtevaartbedrijf met dochterondernemingen in Portugal, het Verenigd Koninkrijk , en een joint venture in de VS: D-Orbit USA.
D-Orbit is voornamelijk actief in de markt voor ruimtesleepboten, ook wel bekend als orbitale transfervoertuigen (OTV's).

## Geschiedenis
D-Orbit werd in 2011 opgericht door Luca Rossettini en Renato Panesi, anno 2025 de chief executive officer (CEO) en chief commercial officer (COO).
De initiële focus van het bedrijf lag op de ontwikkeling van een slimme en autonome ontmantelingsmotor voor satellieten en lanceerplatforms, genaamd D3 (D-Orbit Decommissioning Device). In 2015 werd het D3-project gedeeltelijk gefinancierd door de Europese Unie in het kader van Horizon 2020.
Dit vormde de oorsprong van de naam D-orbit, die simpelweg een afkorting is van de term "de-orbit", wat duidt op een orbitale manoeuvre dat een ruimtevaartuig uit zijn operationele baan haalt en in een terugkeertraject plaatst dat er uiteindelijk toe leidt dat het bij binnenkomst in de atmosfeer verbrandt.
In 2017 begon het bedrijf met de ontwikkeling van ION Satellite Carrier, een orbitaal transportvoertuig dat een bundel satellieten kan huisvesten, ze over banen kan transporteren en ze elk afzonderlijk in een aangepaste orbitale sleuf kan loslaten en die externe partijen kan bedienen.
De OTV voerde in september 2020 zijn eerste commerciële missie uit.

## Producten
Het oorspronkelijke plan was om een product te ontwikkelen om satellieten aan het einde van hun levensduur uit hun baan te halen. Het bedrijf is echter overgestapt op ruimtesleepboten, of 'orbitale transfervoertuigen' (OTV's). D-orbit ontwikkelde de ION Satellite Carrier, voorheen bekend als 'ION CubeSat Carrier'. Het bedrijf wil inspelen op de logistieke behoeften van klanten op het gebied van de ruimtevaart door de tijd te verkorten die nodig is om een enkel ruimtevaartuig of een groep satellieten die tot een constellatie behoren, van een parkeerbaan naar hun toegewezen operationele slot over te brengen. De kernoplossing van het bedrijf is D-Orbit's eigen OTV ION Satellite Carrier voor de lancering en inzet van de satellieten van de klant om de laatste mijl-levering uit te voeren.De OTV van D-Orbit kan ook demonstraties in de ruimte (IOD) uitvoeren van ladingen van derden die aan boord zijn gehost, dankzij een plug-and-play mechanische, elektrische en data-interface die de integratie en de operaties in de ruimte stroomlijnt.

### ION Satellite Carrier
D-Orbit organiseerde commerciële ION missies sinds september 2020, en zette satellieten uit voor klanten zoals Planet Labs, EnduroSat, Elecnor Deimos, University of Southern California, SatRevolution, en Kleos, evenals ladingen voor het Duitse High Performance Space Structure Systems (HPS), het Instituto de Astrofísica de Canarias (IAC), en het Zwitserse beveiligheidsbedrijf Cysec SA.

## Samenwerking
Verder heeft D-Orbit lanceercontracten met Isar Aerospace.